# Xã Newbern, Quận Dickinson, Kansas
Xã Newbern (tiếng Anh: Newbern Township) là một xã thuộc quận Dickinson, tiểu bang Kansas, Hoa Kỳ. Năm 2010, dân số của xã này là 326 người.